# Anaka sumatrana
Anaka sumatrana är en insektsart som beskrevs av Irena Dworakowska 1993. Anaka sumatrana ingår i släktet Anaka och familjen dvärgstritar. Inga underarter finns listade i Catalogue of Life.